# Modifikator (Linguistik)
Ein Modifikator ist in der Linguistik ein sprachlicher Ausdruck, der nicht von einem übergeordneten Element regiert wird. Er ist in aller Regel eine freie Hinzufügung zu einer grammatischen Struktur, die unabhängig von dem Modifikator schon als vollständig zählen würde. Es kann sich bei Modifikatoren um einzelne Wörter oder komplexere Phrasen (bis hin zu Sätzen) handeln. 
Regiert sein bedeutet, dass ein grammatisches Merkmal des regierten Ausdrucks gefordert und durch das regierte Element umgesetzt wird. Somit zählen alle Konstituenten im Satz, deren Kasus vom Verb (oder anderen Wortarten) regiert ist, nicht zu den Modifikatoren.
Beispiele für Modifikatoren sind pränominale (attributive) Adjektive (Beispiel 1.) oder präpositionale Adverbiale (Beispiel 2.):
1. Das ist ein guter Vorschlag.
2. Peter erhält sein Fahrrad auf dem Trödelmarkt.